# Conjunt de Can Serrallonga
El Conjunt de Can Serrallonga és un edifici de Ripoll protegit com a Bé Cultural d'Interès Local.

## Descripció
La casa Serrallonga, situada entre el passatge i el raval de Sant Pere està formada per planta baixa i quatre pisos. Destaca visualment per una coberta a quatre vents amb teules planes de ceràmica de tonalitats diverses (negra, verda, groga) i una tribuna amb ornamentació. El conjunt Serrallonga el formen a més, una escala que transita per l'interior de la finca, dos edificis aïllats, un cobert en què hi ha un safareig, i un edifici rectangular. La teulada d'aquests també és de teula ceràmica. El conjunt és interessant, ja que presenta trets típics de l'arquitectura modernista.